# NGC 3603
NGC 3603 (również OCL 854 lub ESO 129-SC16) – gromada otwarta znajdująca się w gwiazdozbiorze Kila w odległości około 22,5 tys. lat świetlnych od Ziemi. Została odkryta 14 marca 1834 roku przez Johna Herschela.
NGC 3603 to gromada młodych i bardzo zwartych gwiazd. Choć niektóre gwiazdy należące do gromady liczą kilka milionów lat, to jednak średnia wieku wszystkich gwiazd jest mniejsza niż 1 milion lat. NGC 3603 znajduje się na obszarze znacznie bliższej mgławicy NGC 3576, z którą nie jest jednak powiązana. Szacunki całkowitych rozmiarów NGC 3603 jako mgławicy znacznie różnią się między sobą. Rozciąga się ona na ponad 1000 lat świetlnych, a być może nawet jest to blisko 2000 lat świetlnych.